# Южье
Южье́ (фр. Hugier) — коммуна во Франции, находится в регионе Франш-Конте. Департамент — Верхняя Сона. Входит в состав кантона Марне. Округ коммуны — Везуль.
Код INSEE коммуны — 70286.

## География
Коммуна расположена приблизительно в 310 км к юго-востоку от Парижа, в 25 км западнее Безансона, в 50 км к юго-западу от Везуля.

## Население
Население коммуны на 2010 год составляло 136 человек.
| 1962 | 1968 | 1975 | 1982 | 1990 | 1999 | 2010 |
| ---- | ---- | ---- | ---- | ---- | ---- | ---- |
| 71   | 74   | 69   | 74   | 70   | 81   | 136  |

## Администрация
| Период | Период | Фамилия    | Партия | Примечания |
| ------ | ------ | ---------- | ------ | ---------- |
| 2001   | 2008   | Эрве Кнаб  |        |            |
| 2008   | 2014   | Серж Балло |        |            |

## Экономика
В 2010 году среди 84 человек трудоспособного возраста (15—64 лет) 71 были экономически активными, 13 — неактивными (показатель активности — 84,5 %, в 1999 году было 71,7 %). Из 71 активных жителей работали 68 человек (37 мужчин и 31 женщина), безработных было 3 (0 мужчин и 3 женщины). Среди 13 неактивных 4 человека были учениками или студентами, 4 — пенсионерами, 5 были неактивными по другим причинам.